# Beniamino di Tudela
Beniamino di Tudela (in ebraico: בִּנְיָמִין מִטּוּדֶלָה, pronuncia /binjaˈmin mittuˈdela/; Tudela, 1130 – Tunisia, 1173) è stato un geografo ed esploratore spagnolo di cultura ebraica.

## Biografia
Fu un rabbino della Navarra e un viaggiatore che esplorò varie parti dei continenti europeo, africano e asiatico nel XII secolo. Le sue vivide descrizioni dell'Asia minore (e ad esclusione di quei paesi asiatici che conducevano sino alla Cina, che mai furono visitati dall'esploratore spagnolo) hanno anticipato quelle di Marco Polo di un secolo. Con la sua ampia cultura e la sua vasta conoscenza delle lingue, Beniamino di Tudela è una figura di grande rilievo nella storia della geografia e nella cultura non solo del Giudaismo.

## Viaggi
Beniamino iniziò i suoi viaggi verso il 1165, con l'intento di effettuare un pellegrinaggio in Terrasanta. Forse egli sperava di potersi trasferire in Palestina ma si discute su questa ipotesi e non c'è alcuna certezza sulle motivazioni reali dei suoi viaggi. Si è ipotizzato che egli abbia potuto avere motivazioni commerciali ma, d'altra parte, c'è l'ipotesi che egli intendesse compilare un catalogo delle comunità ebraiche che erano insediate lungo gli itinerari che conducevano in Terrasanta, così da fornire ai pellegrini ebrei un'utile guida e la possibilità di ricevere ospitalità dai loro correligionari.
Beniamino imboccò la "strada lunga", fermandosi frequentemente, incontrando gente, visitando posti, descrivendo le occupazioni delle persone che incontrava e fornendo un resoconto demografico delle comunità ebraiche incontrate lungo il tragitto.
Poco si conosce della sua gioventù, a parte il fatto che egli era navarrino e della cittadina di Tudela. Oggi una via nella aljama (antico quartiere ebraico) è intitolata a suo nome. 

I suoi viaggi iniziarono dalla città di Saragozza, poco a meridione della valle dell'Ebro. Da lì proseguì in direzione della Francia e poi fece vela dal porto di Marsiglia. Nella penisola italiana, dopo aver visitato Lucca, Pisa, Roma, Salerno, Trani, Taranto, Brindisi, Otranto, ove s'imbarcò attraversando quindi il mare Adriatico e il mar Ionio per giungere a Costantinopoli, entrò in Asia, visitando la Siria e la Palestina, prima di spingersi a Baghdad.
Da lì entrò nella Persia, quindi attraversò la Penisola Arabica per entrare in Egitto e in Nordafrica, ritornando infine nella Penisola Iberica nel 1173. In tutto visitò 300 città, incluse Roma, Costantinopoli, Alessandria d'Egitto, Gerusalemme, Damasco, Baghdad.
Descrisse quegli anni di viaggi in un libro, I viaggi di Beniamino (מסעות בנימין, Masa'ot Binyamin, anche noti in ebraico come ספר המסעות, Sefer ha-Masa'ot, Il libro dei viaggi). Questo libro descrive i paesi visitati, con particolare enfasi data alle comunità ebraiche, incluse la loro consistenza numerica complessiva e i nomi degli esponenti locali di maggior importanza. Egli descrive altresì i costumi delle popolazioni locali, tanto ebraiche quanto non-ebraiche, con una sottolineatura data alla vita urbana colà. Vi sono anche dettagliate descrizioni dei luoghi e dell'ambiente fisico attraverso i quali transitava, come pure i più importanti palazzi e mercati. Beniamino non si limitava a raccontare i fatti di cui era testimone, ma anche perché cita le sue fonti, tant'è vero che gli storici lo considerano altamente affidabile.
Tuttavia alcuni fatti sono basati su antiche e fallaci fonti storiche, quali l'identificazione della città biblica di Laish (Tel Dan) erroneamente confusa con Cesarea di Filippo (Baniyas). Mentre Eusebio di Cesarea colloca con precisione Dan/Laish nelle vicinanze di Paneas al quarto miglio della strada per Tiro.
Il libro I viaggi di Beniamino è un importante lavoro non solo perché descrive le comunità ebraiche, ma anche perché è un'affidabile fonte d'informazioni geografiche ed etnografiche del Medioevo e alcuni storici moderni e contemporanei riconoscono come estremamente accurate le descrizioni fornite da Beniamino a proposito della vita quotidiana nell'età medievale.
Scritta originariamente in ebraico, la sua opera è stata tradotta in latino e in seguito nelle maggior lingue europee, ricevendo notevole attenzione del XVI secolo (l'età delle esplorazioni).

## Traduzione del suo lavoro
- (EN)  Benjamin of Tudela, The Itinerary of Benjamin of Tudela: Travels in the Middle Ages, trans. Joseph Simon, Pangloss Press, 1993. ISBN 0-934710-07-4
- (EN)  The Itinerary of Benjamin of Tudela. trans. Marcus Nathan Adler, 1907: include mappa degli itinerari (p. 2) e un commentario.